# IBM 701

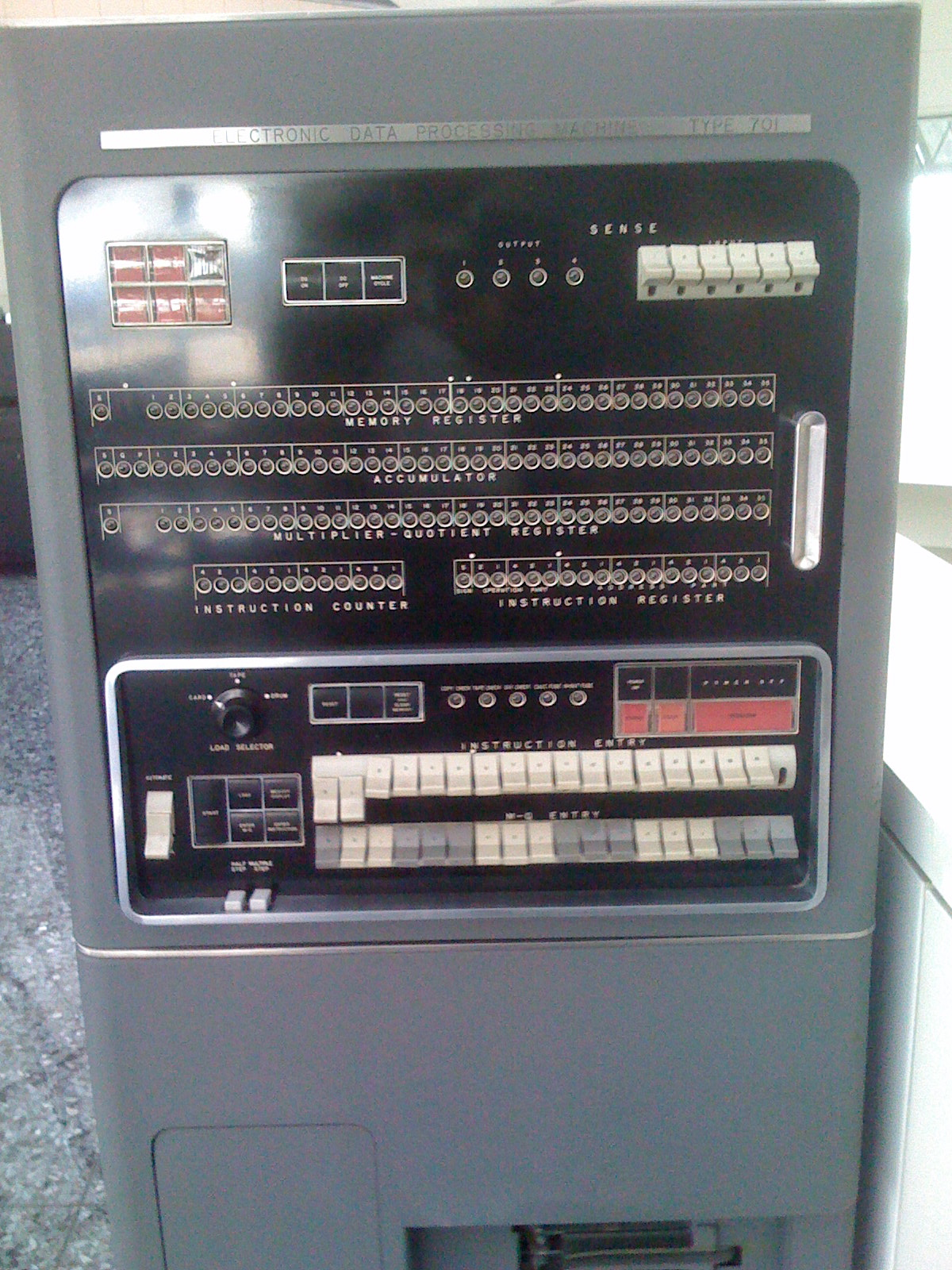
Консоль оператора IBM 701

IBM 701 (Defense Calculator) — перший комерційний комп'ютер компанії IBM. Був анонсований 29 квітня 1952 і мав багато спільного зі своїм прямим конкурентом UNIVAC 1103, хоча і мав відмінності.
Компанія IBM випустила 19 екземплярів моделі 701. Комп'ютер надавався в лізинг в середньому за $ 8100 на місяць. Продаж моделі припинився 1 жовтня 1954.

## Порівняння з UNIVAC 1103
Як пам'ять використовувалися не ртутні лінії затримки, а 3 запам'ятовувальні електронно-променеві трубки, також відомі як трубки Вільямса (названі на честь винахідника). Вони були надійнішими, ніж звичайні електровакуумні лампи. Трубки Вільямса дозволяли зчитати всі біти слова за раз, на відміну від ртутних ліній затримки UNIVACa, де читання здійснювалося біт за бітом.
Процесор працював значно швидше, ніж в UNIVACa: майже 2200 множень за секунду проти 455. Процесор IBM 701 міг за секунду виконувати майже 17 000 додавань і віднімань, а також більшість інших операцій.
Накопичувач IBM на магнітній стрічці на 8 млн байт міг зупинятися і стартувати набагато швидше, ніж UNIVAC. Крім того, він міг зчитувати або писати 12500 символів в секунду. На відміну від UNIVACa з його зручними буферами пам'яті, процесору IBM доводилося обробляти всі операції введення/виводу, що могло значно вплинути на продуктивність програм.

## Блоки ЕОМ

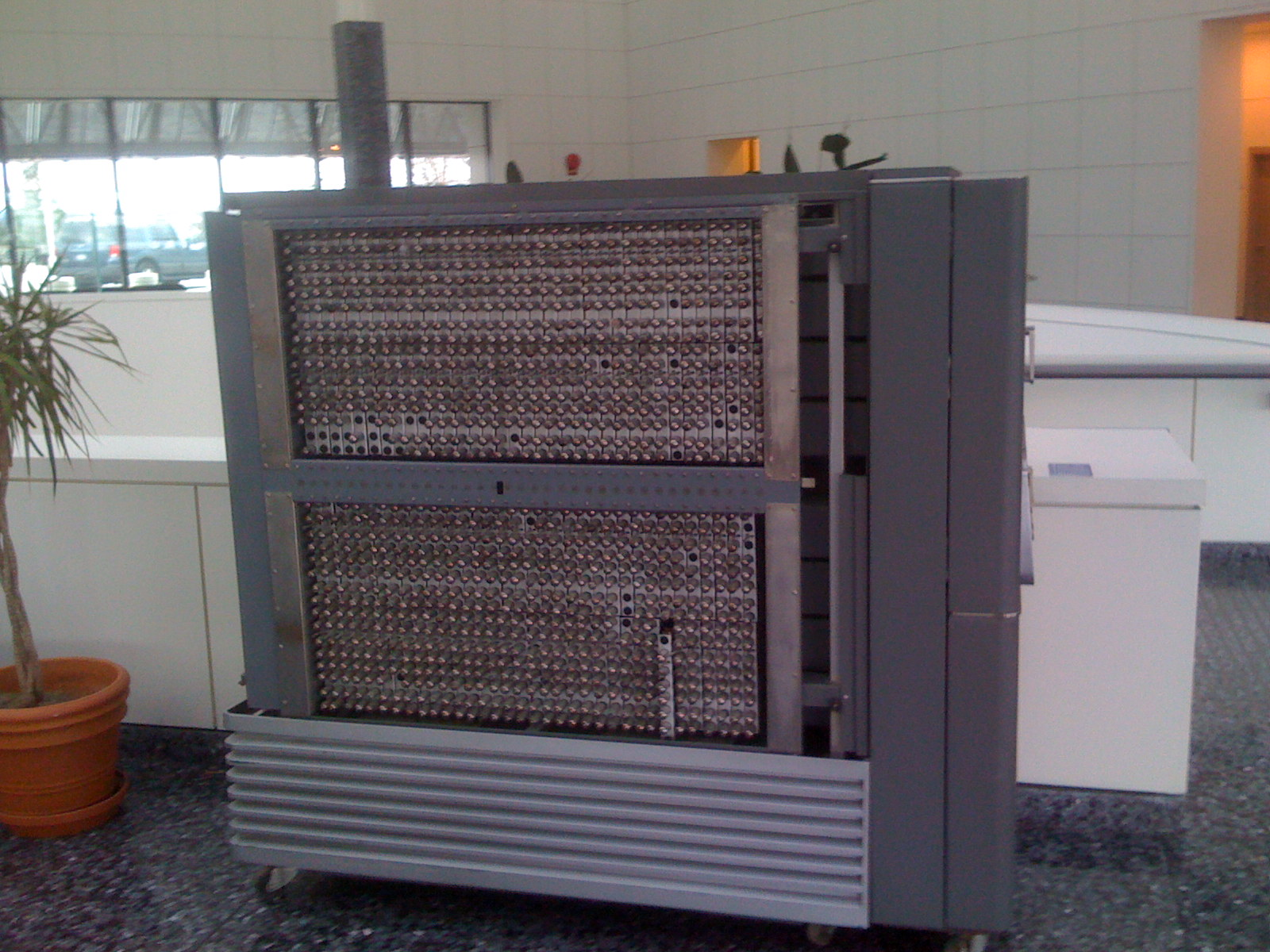
Процесорна частина IBM 701

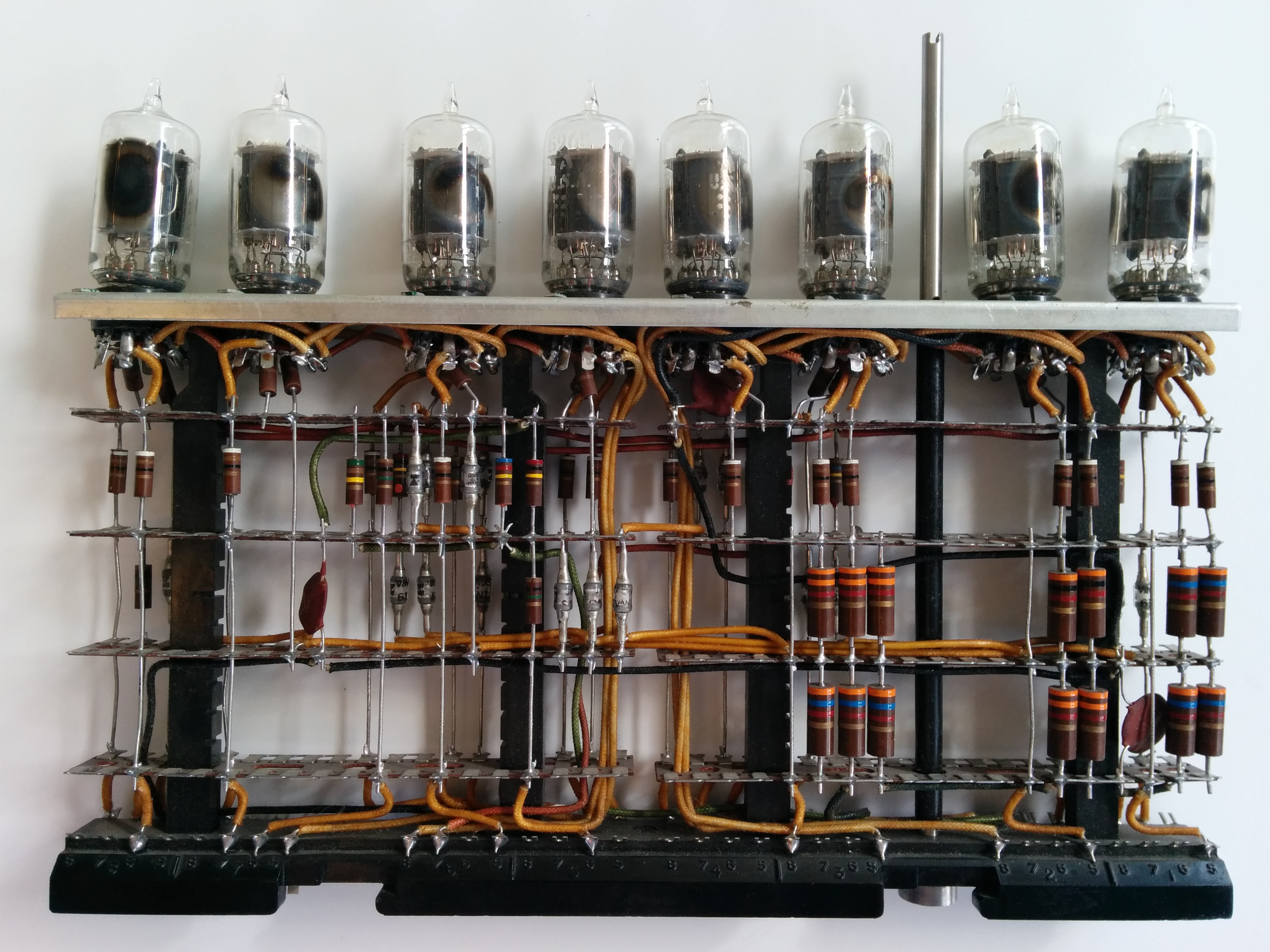
Ламповий модуль логіки одного з комп'ютерів IBM 700-ї серії

Система IBM 701 складалася з наступних функціональних блоків:
- IBM 701: центральний процесор («блок аналітичного керування», англ. Analytical Control Unit за тодішньою термінологією)
- IBM 706: блок електростатичної пам'яті (2048 слів пам'яті на трубках Вільямса)
- IBM 711: зчитувач перфокарт (150 карт за хвилину)
- IBM 716: рядковий принтер (150 рядків за хвилину)
- IBM 721: перфоратор (до 100 карток за хвилину)
- IBM 726: стример (100 біт/дюйм)
- IBM 727: стример (200 біт/дюйм)
- IBM 731: накопичувач на магнітному барабані
- IBM 736: блок живлення № 1
- IBM 737: блок керування феритовою пам'яттю (4096 слів, час доступу 12 мс)
- IBM 740: контролер електронно-променевої трубки
- IBM 741: блок живлення № 2
- IBM 746: розподільник шин живлення (англ. Power Distribution Unit)
- IBM 753: контролер стримерів (до нього могли під'єднуватися до десяти накопичувачів IBM 727)